# Волчье (Харьковская область)
Волчье (укр. Вовче) — село, Высокопольский сельский совет, Валковский район, Харьковская область, Украина.
Код КОАТУУ — 6321281502.
Присоединено к селу Высокополье в 1997 году.

## Географическое положение
Село Волчье находится на левом берегу реки Коломак.
Выше по течению примыкает к селу Высокополье.
Ниже по течению в 1 км расположено село Гвоздево.
Рядом с селом большой лесной массив урочище Хмелевое (дуб).
Ближайшая станция железной дороги направления Полтава-Харьков ЮЖД — станция Водяная (3,5 км).

## Происхождение названия
Название хутора происходит от прозвища первых поселенцев братьев Перец Дмитрия, Василия и Григория. В селе Высокополье их называли «волками».

## История
- 1923 — основание поселения.
- 1941 — в селе было 27 дворов. Здесь находилась центральная усадьба колхоза «Украинец».
- 1997 — присоединено к селу Высокополье[1].